# Khan Tuvan
Khan Tuvan Dyggvi (... – 840) fu un sovrano Khazaro, di dubbia esistenza o discendenza.
Probabilmente é un sovrano che regnava in un periodo turbolento dovuto alle resistenze di una parte della nobiltà Khazara al nuovo ordine dinastico imposto dal predecessore Obadiah.